# The Lord of the Rings: The Third Age
The Lord of the Rings: The Third Age is een computerspel gebaseerd op In de Ban van de Ring van J.R.R. Tolkien en ontwikkeld door EA Redwood Shores. Het werd uitgebracht door EA Games in Europa op 5 november 2004 voor de Xbox, PlayStation 2 en GameCube.

## Verhaal
Het spel draait om Berethor, een kapitein van de wacht van Gondor, die naar Rivendel reist om Boromir te vinden. Onderweg naar Rivendel wordt hij aangevallen door een aantal Ringgeesten, maar wordt gered door een elf genaamd Idrial, een hulp van Galadriel. In Rivendell vertelt Gandalf dat Boromir samen met het Reisgenootschap richting Moria is vertrokken.
Onderweg naar Moria ontmoeten ze Elegost, een Dúnedain-ranger. Hij vertelt dat hij onderweg was naar Moria met een dwerg. Het genootschap redt de dwerg, Hadhod, van een trol. In Moria helpen ze Gandalf de Balrog Durin's Vloek te verslaan. Net zoals in de film valt Gandalf de afgrond in. Na Moria horen ze van Boromirs dood. Vanaf dit punt gaan ze de overgebleven leden van het Reisgenootschap helpen met het redden van de mensheid. Zo komen ze bij Rohan, waar ze Morwen ontmoeten, een vrouw van Rohan die die haar familie kwijtraakte aan het leger van Saruman. Tevens ontmoeten ze Éoaden, een lid van Théodens soldaten. De volgende stop is Helmsdiepte, waar ze Aragorn, Gimli en Legolas helpen met het bevechten van de Uruk-hai.
Hierna reizen ze naar de stad Osgiliath in Gondor. Ze helpen Faramir met het verslaan van Gothmog, en meerde Nazgûl. Berethor wordt neergestoken met een Morgulzwaard. Het blijkt dat Berethor de opdracht had gekregen om de Ene Ring naar Saruman te brengen, om uiteindelijk bij Sauron terecht te komen. Berethor snijdt het morgulzwaardstuk uit zich, om zo de controle van Sauron over zichzelf te breken. Hierna reizen ze naar Minas Tirith, waar ze Éowyn helpen de Tovenaar-koning van Angmar te verslaan en de Mûmakil te doden. Na het verslaan van de andere acht Nazgûl, gaan ze het gevecht aan met het Oog van Sauron, waarna ze het vernietigen.

## Ontvangst
| Beoordeeld door     | Platform      | Datum            | Score |
| ------------------- | ------------- | ---------------- | ----- |
| Game Chronicles     | PlayStation 2 | 8 november 2004  | 98%   |
| PGNx Media          | PlayStation 2 | 26 november 2004 | 89%   |
| IGN                 | Xbox          | 1 november 2004  | 85%   |
| Gamesmania          | Xbox          | 4 november 2004  | 80%   |
| Nintendo Difference | GameCube      | 21 november 2004 | 80%   |
| GameSpy             | GameCube      | 4 november 2004  | 70%   |
| GameSpy             | PlayStation 2 | 4 november 2004  | 70%   |
| Worth Playing       | PlayStation 2 | 11 december 2004 | 70%   |
| GamePro (USA)       | GameCube      | 10 november 2004 | 70%   |
| Game Revolution     | PlayStation 2 | november 2004    | 50%   |

The Fellowship of the Ring · The Two Towers · The Return of the King · The Third Age · War of the Ring · The Battle for Middle-earth · The Battle for Middle-earth II ·  The Battle for Middle-earth II: The Rise of the Witch-king · The Lord of the Rings Online · Conquest · Aragorn's Quest · War in the North · Guardians of Middle-earth · LEGO The Lord of the Rings · LEGO The Hobbit